# Измерительная линия
Измери́тельная ли́ния — устройство для исследования распределения электрического поля вдоль СВЧ-линии передачи. Представляет собой отрезок коаксиальной линии или волновода с перемещающимся вдоль него индикатором, отмечающим узлы (пучности) электрического поля. 

## Устройство и принцип действия
Линия состоит из трёх основных узлов: отрезка передающей линии с продольной узкой щелью, зондовой головки и каретки с механизмом для перемещения зондовой головки вдоль линии. Зондовая головка представляет собой резонатор, возбуждаемый зондом — тонкой проволокой, погружённой через щель во внутреннюю полость волновода. Глубину погружения зонда в линии регулируют специальным винтом, расположенным сверху зондовой головки. Внутри резонатора помещён полупроводниковый детектор, связанный с индикаторным прибором.
При перемещении зонда вдоль линии, внутри которой имеется электромагнитное поле, в зонде наводится электродвижущая сила, пропорциональная напряжённости поля в сечении расположения зонда. Эта э. д. с. возбуждает резонатор, создавая в нём электромагнитные колебания. Для уменьшения искажающего действия зонда на электромагнитное поле в линии и повышения чувствительности линии объёмный резонатор зондовой головки настраивают в резонанс с частотой электромагнитных колебаний.

## Классификация
По типу используемого канала передачи электромагнитной волны измерительные линии бывают коаксиальные и волноводные.
- Примеры коаксиальных линий: Р1-36, Р1-42, Р1-45
- Примеры волноводных линий: Р1-21, Р1-30, Р1-32

## Применение
С помощью измерительной линии исследуется распределение напряженности электромагнитного поля в тракте, из которого определяются коэффициент стоячей волны как отношение амплитуд волны в пучности и узле и фаза коэффициента отражения по смещению узла. Зная эти параметры, по круговой диаграмме полных сопротивлений можно найти полное сопротивление или другие, удобные для использования в конкретной задаче, величины. Измерения производятся с использованием измерительного генератора в качестве источника сигнала. Для отсчёта показаний используются, как правило, гальванометр или измеритель отношений напряжений.
Измерительные линии применяются на частотах от сотен мегагерц до сотен гигагерц.
Кроме того, с помощью измерительной линии были выполнены наиболее точные измерения скорости света. Метод основан на независимом измерении длины волны {\displaystyle \lambda } (путём измерения расстояния между пучностями стоячей волны, или количества волн, укладывающихся на определённом расстоянии) и частоты {\displaystyle \nu }, и последующего расчёта в соответствии с равенством {\displaystyle c} = {\displaystyle \lambda \nu }.
Измерительная линия включается в тракт последовательно и должна вносить минимальное затухание и рассогласование.

## Основные нормируемые характеристики
- Диапазон частот
- Собственный коэффициент стоячей волны
- Сечение коаксиального тракта или волновода
- Неравномерность связи зонда